# Lysirude
Lysirude is een geslacht van kreeftachtigen uit de klasse van de Malacostraca (hogere kreeftachtigen).

## Soorten
- Lysirude channeri (Wood-Mason, 1885)
- Lysirude griffini Goeke, 1985
- Lysirude nitidus (A. Milne-Edwards, 1880)